# Sint-Vincentius a Paulokerk (Brunssum)
De Sint-Vincentius à Paulokerk is een kerkgebouw in de Nederlands Zuid-Limburgse gemeente Brunssum. Het gebouw is een rijksmonument en bevindt zich op minder dan een kilometer ten zuidoosten van het Vijverpark.
De kerk is opgedragen aan Vincentius a Paulo.

## Geschiedenis
Op 20 juli 1924 werd de eerste steen van de kerk gelegd naar het ontwerp van architect  F.P.J. Peutz te Heerlen. Het gebouw is gesitueerd op het noordoosten.
Tussen 1953-1955 werd er aan de kerk een kinderkapel met souterrainverdieping en een garage gebouwd, waardoor er als het ware een kruisarm ontstond aan de noordzijde.

## Gebouw
Het gebouw is opgetrokken in een door het rationalisme beïnvloede stijl en heeft een westtoren, een pseudobasicaal driebeukig schip, een versmald priesterkoor en een nogmaals versmalde halfronde apsis. Aan de zuidwestzijde bevindt zich een zware bakstenen toren. Op de afgeplatte toren is er een ingesnoerde gele betonnen bekroning met zinken schaaldak en windhaan geplaatst met daarop uurwerken op iedere zijden. Aan weerszijden van de toren bevindt zich een ingangsportaal. De kruisarmen bevinden zich niet halverwege de kerk, maar direct achter de toren. Het koor heeft een verlaagde noklijn.
Van binnen hebben het schip en het koor een tongewelf.

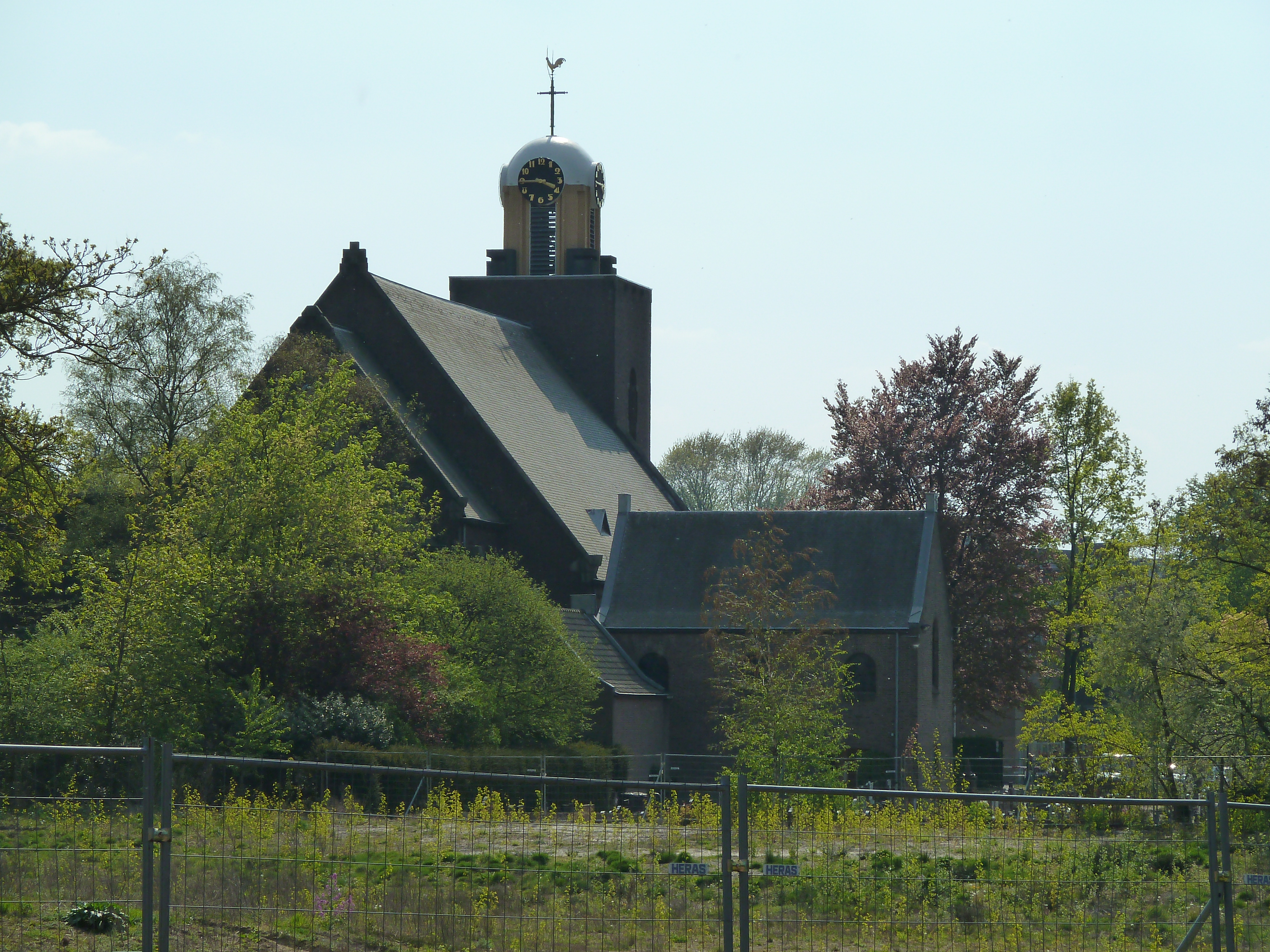